# أبوسوم تشاكوان القزم
أبوسوم تشاكوان القزم (الاسم العلمي:Chacodelphys formosa)، هو نوع من الأبوسوم يتواجد في مقاطعة فورموزا، الأرجنتين.